# Роверкиара
Роверкиа̀ра (на италиански: Roverchiara; на венециански: Roerciàra, Роерчара) е малко градче и община в Северна Италия, провинция Верона, регион Венето. Разположено е на 20 m надморска височина. Населението на общината е 2771 души (към 2015 г.).